# Памятник И. А. Крылову (Москва)

Ворона и Лисица

Памятник Ивану Андреевичу Крылову в Москве установлен около Патриарших прудов в Ермолаевском переулке.

## История
Автором памятника И. А. Крылову является скульптор Андрей Александрович Древин (1921—1996 г.г.) Памятник Крылову был открыт 17 сентября 1976 г. Архитектор — Армен Чалтыкьян. Баснописец изображён сидящим на скамейке в парке. Иван Андреевич показан таким, как его описывают его современники — одетым немного неопрятно, ленивым, флегматичным и добродушным человеком. Фигура Крылова, имеющая портретное сходство с писателем, установлена на широком и низком постаменте, выполненным из гранита, с простой надписью «Иван Андреевич Крылов».
Скульптурная композиция включает в себя также рельефы с персонажами 12 басен И. А. Крылова. Скульптор Даниэль Митлянский является автором рельефов, расположенных на некотором удалении от фигуры И. А. Крылова — это музыканты квартета (Мартышка, Осёл, Козёл и косолапый Мишка), Слон и Моська, Мартышка с очками, Ворона и Лисица и др. Вокруг памятника были установлены скамейки с видом на пруд.
Памятник Крылову и героям его басен периодически реставрируется.